# أبرفيلدي (فيكتوريا)
أبرفيلدي (بالإنجليزية: Aberfeldy, Victoria) هي معلم جغرافي تقع في أستراليا في فيكتوريا (أستراليا).

## المناخ
يظهر الجدول التالي التغييرات المناخية على مدار السنة لأبرفيلدي:
| البيانات المناخية لـأبرفيلدي                        | البيانات المناخية لـأبرفيلدي | البيانات المناخية لـأبرفيلدي | البيانات المناخية لـأبرفيلدي | البيانات المناخية لـأبرفيلدي | البيانات المناخية لـأبرفيلدي | البيانات المناخية لـأبرفيلدي | البيانات المناخية لـأبرفيلدي | البيانات المناخية لـأبرفيلدي | البيانات المناخية لـأبرفيلدي | البيانات المناخية لـأبرفيلدي | البيانات المناخية لـأبرفيلدي | البيانات المناخية لـأبرفيلدي | البيانات المناخية لـأبرفيلدي |
| الشهر                                               | يناير                        | فبراير                       | مارس                         | أبريل                        | مايو                         | يونيو                        | يوليو                        | أغسطس                        | سبتمبر                       | أكتوبر                       | نوفمبر                       | ديسمبر                       | المعدل السنوي                |
| --------------------------------------------------- | ---------------------------- | ---------------------------- | ---------------------------- | ---------------------------- | ---------------------------- | ---------------------------- | ---------------------------- | ---------------------------- | ---------------------------- | ---------------------------- | ---------------------------- | ---------------------------- | ---------------------------- |
| الدرجة القصوى °م (°ف)                               | 32.0 (89.6)                  | 28.9 (84.0)                  | 26.5 (79.7)                  | 21.7 (71.1)                  | 18.3 (64.9)                  | 15.0 (59.0)                  | 12.0 (53.6)                  | 15.6 (60.1)                  | 19.5 (67.1)                  | 21.1 (70.0)                  | 23.9 (75.0)                  | 30.0 (86.0)                  | 32.0 (89.6)                  |
| متوسط درجة الحرارة الكبرى °م (°ف)                   | 20.4 (68.7)                  | 20.3 (68.5)                  | 17.6 (63.7)                  | 13.7 (56.7)                  | 9.5 (49.1)                   | 6.7 (44.1)                   | 5.8 (42.4)                   | 6.1 (43.0)                   | 9.1 (48.4)                   | 12.7 (54.9)                  | 14.8 (58.6)                  | 18.6 (65.5)                  | 12.9 (55.3)                  |
| متوسط درجة الحرارة الصغرى °م (°ف)                   | 9.4 (48.9)                   | 10.2 (50.4)                  | 8.1 (46.6)                   | 6.3 (43.3)                   | 3.5 (38.3)                   | 1.1 (34.0)                   | 0.4 (32.7)                   | 0.3 (32.5)                   | 1.7 (35.1)                   | 4.0 (39.2)                   | 5.3 (41.5)                   | 7.8 (46.0)                   | 4.8 (40.7)                   |
| أدنى درجة حرارة °م (°ف)                             | 0.6 (33.1)                   | 2.8 (37.0)                   | 0.0 (32.0)                   | −1.1 (30.0)                  | −1.7 (28.9)                  | −5.6 (21.9)                  | −5.6 (21.9)                  | −7.0 (19.4)                  | −5.0 (23.0)                  | −3.9 (25.0)                  | −1.1 (30.0)                  | 0.0 (32.0)                   | −7.0 (19.4)                  |
| الهطول مم (إنش)                                     | 68.0 (2.68)                  | 62.7 (2.47)                  | 71.5 (2.81)                  | 84.1 (3.31)                  | 101.8 (4.01)                 | 98.5 (3.88)                  | 95.7 (3.77)                  | 116.7 (4.59)                 | 104.4 (4.11)                 | 109.4 (4.31)                 | 90.3 (3.56)                  | 79.4 (3.13)                  | 1٬082٫5 (42.63)              |
| متوسط أيام هطول الأمطار (≥ 0.2 mm)                  | 7.4                          | 6.4                          | 8.2                          | 10.0                         | 12.2                         | 13.3                         | 14.3                         | 15.2                         | 13.4                         | 13.0                         | 10.6                         | 8.9                          | 132.9                        |
| المصدر: Australian Bureau of Meteorology; Aberfeldy |                              |                              |                              |                              |                              |                              |                              |                              |                              |                              |                              |                              |                              |